# Gelnica
Gelnica es la capital del distrito de Gelnica en la región de Košice, Eslovaquia, con una población estimada a final del año 2024 de 5775 habitantes.
Se encuentra ubicada al oeste de la región, en el valle del río Hernád y cerca de la frontera con la región de Prešov.

## Demografía
| Año        | 1994 | 2004    | 2014    | 2024    |
| ---------- | ---- | ------- | ------- | ------- |
| Población  | 6366 | 6213    | 6163    | 5775    |
| Diferencia |      | −2,40 % | −0,80 % | −6,29 % |

| Año        | 2023 | 2024    |
| ---------- | ---- | ------- |
| Población  | 5807 | 5775    |
| Diferencia |      | −0,55 % |